# World Games 2017/Teilnehmer (Libanon)
| Gelbes Symbol für Goldmedaillen mit stilisierten Olympischen Ringen | Graues Symbol für Silbermedaillen mit stilisierten Olympischen Ringen | Braundes Symbol für Bronzemedaillen mit stilisierten Olympischen Ringen |
| ------------------------------------------------------------------- | --------------------------------------------------------------------- | ----------------------------------------------------------------------- |
| —                                                                   | —                                                                     | —                                                                       |

Libanon nahm in Breslau an den World Games 2017 teil. Libanon nominierte 2 Athleten und stellte damit die zweitkleinste Delegation.

## Teilnehmer nach Sportarten

### Muay Thai
| Athleten     | Wettbewerb | Viertelfinale | Viertelfinale | Halbfinale      | Halbfinale  | Platz 3       | Platz 3     | Rang |
| Athleten     | Wettbewerb | Gegner        | Ergebnis      | Gegner          | Ergebnis    | Gegner        | Ergebnis    | Rang |
| ------------ | ---------- | ------------- | ------------- | --------------- | ----------- | ------------- | ----------- | ---- |
| Ahmad Ondash | 63,5 kg    | Jan Holec     | 30:27 WP      | Igor Liubchenko | 9:10 RSC-OC | Oskar Siegert | 10:9 RSC-OC | 4    |

WP = Sieg nach Punkten
RSC-OC = Referee Stopping Contest – Out Class in Round 2

### Jiu Jitsu
| Männer       |               |                    |     |                     |       |               |       |               |               |               |
| Daniel Hilal | 69 kg Ne-Waza | Haidar Razza Abbas | 0:2 | Salvatore Ivam Liga | 100:2 | Talib Alkirbi | 0:100 | ausgeschieden | ausgeschieden | ausgeschieden |